# Stephanie Niemer
Stephanie Niemer (ur. 3 września 1989 w Edgewood) – amerykańska siatkarka, grająca na pozycji przyjmującej. Od listopada 2018 roku występuje w filipińskiej drużynie Petron Blaze Spikers.

## Sukcesy klubowe
Mistrzostwo Portoryko:
- 2013, 2017
- 2012

Mistrzostwo Filipin:
- 2016
- 2019

Puchar Grecji:
- 2018

Puchar Challenge:
- 2018

Mistrzostwo Grecji:
- 2018